# Cristoval
Cristoval – wieś w Portugalii w dystrykcie Viana de Castelo, w gminie Meglaço. W roku 2011 liczyła 528 mieszkańców. Graniczy poprzez rzekę Troncoso O Barxas z Hiszpanią (Galicją). Jest najbardziej na północ wysuniętą miejscowością w Portugalii.

## Populacja
Populacja Cristoval stale spada. Od roku 1960 populacja zmniejszyła się o ponad dwa razy. Ponadto młodzi ludzie stanowią mały odsetek ludności. Ludność z roku 2001 na rok 2011 zmniejszyła się o 14,7%.

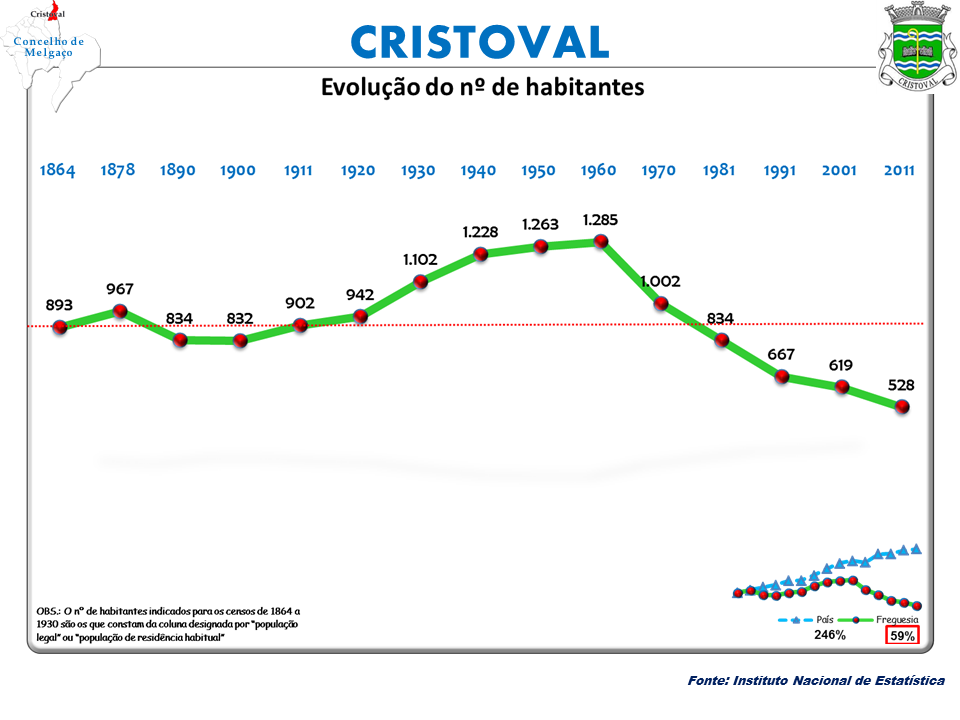
Populacja Cristoval na przestrzeni lat
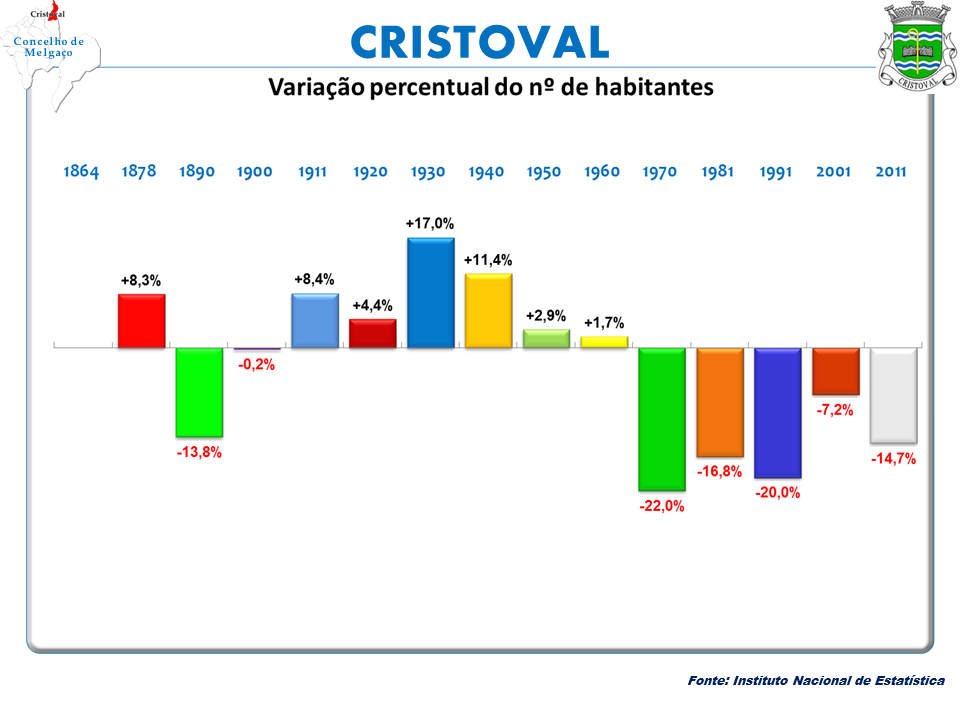
Przyrost naturalny na przestrzeni lat
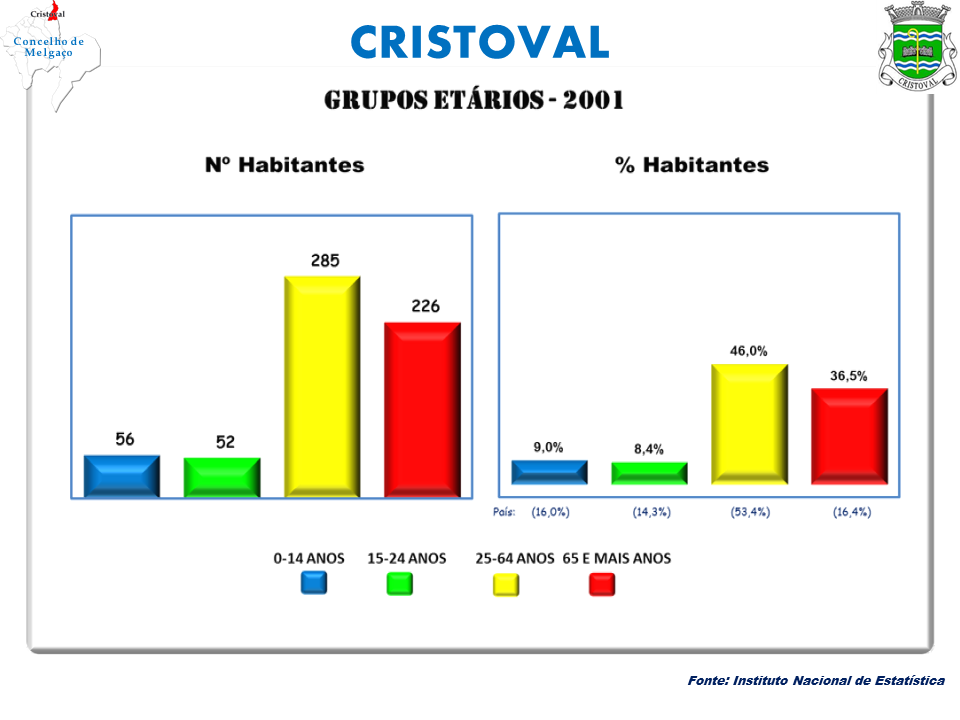
Wiek ludności w 2001 roku – liczby i procenty – dane archiwalne